# Andrena agilissima
Andrena agilissima (Scopoli, 1770) è un insetto apoideo della famiglia Andrenidae.

## Descrizione
È un apoideo di medie dimensioni (13–15 mm); le femmine sono leggermente più grandi dei maschi.
Ha una livrea nera dai riflessi bluastri, con ciuffi di peli bianchi sulla fovea facciale, ai lati del torace e degli ultimi tergiti addominali, nonché sui femori del terzo paio di zampe.

## Distribuzione e habitat
Ha un areale mediterraneo che comprende l'Europa (dalla penisola iberica alla Turchia), il Nord Africa e il Medio Oriente.

In Italia è comune in tutta la penisola e nelle isole maggiori .
Predilige i terreni sabbiosi, le cave di ghiaia e argilla, le pareti delle rive dei fiumi; non è infrequente trovare i suoi nidi anche sui muri dei fabbricati rurali.

## Biologia
A. agilissima costruisce i suoi nidi scavando su pareti di terreno scoscese o verticali. È una specie comunitaria, nel senso che più individui condividono nidi comunicanti con una entrata comune, pur occupando ciascuno una propria cella. Lo stesso nido può essere utilizzato per più generazioni.
Vi è evidenza che l'accoppiamento di questa specie avvenga sia all'interno dei nidi, prima dell'emersione primaverile , che successivamente all'emersione, sui siti di bottinamento .

## Ecologia
È una specie oligolettica con una preferenza per i fiori delle Brassicaceae (Brassica, Raphanus e Sinapis spp.) .
Le larve di A. agilissima sono spesso parassitate da altre specie di insetti tra i quali i ditteri Megaselia andrenae (Phoridae) , Bombylius fimbriatus (Bombyliidae),
Zodion cinereum (Conopidae) e Leucophora personata (Anthomyiidae).